# Johann Eberle (Mediziner)
Johann Nepomuk Eberle (* 27. Januar 1798 in Buch bei Bregenz; † 18. Dezember 1834 in Würzburg), auch Johann Baptist Eberle, war ein deutscher Mediziner und Physiologe.

## Leben
Johann Eberle wurde als Sohn des Schullehrers Peter Eberle (1764–1834) und seiner Frau, der Hebamme Maria Anna Flatz (1764–1834), in Buch geboren. 1813/14 besuchte er die Königlich Baierische Studien-Anstalt in Kempten und 1814/15 die Realschule in Feldkirch. 1820 begann Eberle das Studium der Medizin an der Universität Würzburg. Nach seinem Studium befasste er sich vor allem mit Verdauungsvorgängen. Er fand heraus, dass die Milz nicht an Verdauungsprozessen beteiligt ist und dass Verdauungsenzyme aus der Bauchspeicheldrüse Stärke abbauen und Fette emulgieren. Zudem bestätigte er die Vermutung Friedrich Tiedemanns und Leopold Gmelins aus dem Jahr 1817, dass der Pankreassaft eine eiweißauflösende Wirkung hat. 1834 veröffentlichte Eberle seine im selben Jahr beendete medizinische Dissertation Physiologie der Verdauung nach Versuchen auf natürlichem und künstlichem Wege. Ab 1832 wirkte Eberle als praktischer Arzt in Würzburg. 1834, weniger als ein Jahr nach seinen Eltern, starb Eberle an „Brustkrankheit“ (vermutlich Tuberkulose).